# Roger Sylvand
 (septembre 2012).
Roger Sylvand, né le 14 août 1911 à Aubervilliers et mort le 20 juin 1995 à Bonneville, est l'inventeur du traîneau de secours en montagne. Originaire de Praz-sur-Arly, il invente en 1947 le premier prototype du traîneau de secours en montagne à la demande de l'équipe de france de ski d'Émile Allais. Il dépose les premiers brevets d'un traîneau destiné à secourir les blessés en montagne et développe une activité dans le matériel de montagne (luges et skis). L'entreprise d'origine, à Bonneville en Haute-Savoie, a été démolie fin décembre 2020.

## Hommage
Depuis 2021, la nouvelle maison médicale de Praz-sur-Arly porte son nom.